# Плутонийтетрамедь
Плутонийтетрамедь — бинарное неорганическое соединение
плутония и меди
с формулой Cu4Pu,
кристаллы.

## Получение
- Сплавление стехиометрических количеств чистых веществ:

{\displaystyle {\mathsf {Pu+4Cu\ {\xrightarrow {960^{o}C}}\ Cu_{4}Pu}}}

## Физические свойства
Плутонийтетрамедь образует кристаллы
ромбической сингонии,

параметры ячейки a = 0,4320 нм, b = 0,8264 нм, c = 0,9226 нм, Z = 4

.
Соединение образуется по перитектической реакции при температуре 960°С.

## Химические свойства
- Разлагается при нагревании:

{\displaystyle {\mathsf {17Cu_{4}Pu\ {\xrightarrow {>960^{o}C}}\ 4Cu_{17}Pu_{4}+Pu}}}